# Parco nazionale di Periyar
Il parco nazionale di Periyar è un'area naturale protetta indiana che si trova nello stato di Kerala. È stato istituito nel 1982 e occupa una superficie di 778 km². È una riserva della tigre ed è rilevante per la conservazione di tigre, leopardo e langur del Nilgiri.